# Paralelo 3 S
O paralelo 3 S é um paralelo que está 3 graus a sul do plano equatorial da Terra.
Começando no Meridiano de Greenwich na direcção leste, o paralelo 3º S passa sucessivamente por:
| País, território ou mar        | Notas |
| ------------------------------ | --- |
| Oceano Atlântico               | |
| Gabão                          | |
| República do Congo             | |
| República Democrática do Congo | |
| Burundi                        | |
| Tanzânia                       | |
| Quênia                         | |
| Oceano Índico                  | |
| Indonésia                      | Ilhas de Pagai Selatan, Samatra, Bangka, Lepar e Belitung |
| Estreito de Karimata           | |
| Indonésia                      | Bornéu |
| Estreito de Macáçar            | |
| Indonésia                      | Ilha Celebes (Península Sul) |
| Baía Bone                      | |
| Indonésia                      | Ilha Celebes (Península Sudeste) |
| Mar de Banda                   | |
| Indonésia                      | Ilha Ceram |
| Mar de Ceram                   | |
| Indonésia                      | Nova Guiné Ocidental |
| Baía Cenderawasih              | |
| Indonésia                      | Nova Guiné Ocidental |
| Mar de Ceram                   | |
| Papua-Nova Guiné               | |
| Oceano Pacífico                | Mar de Bismarck, passando a sul das Ilhas Purdy, Papua-Nova Guiné |
| Papua-Nova Guiné               | Ilhas Nova Irlanda e Ilhas Tabar |
| Oceano Pacífico                | Passa pelas Ilhas Lihir, Papua-Nova Guiné · Passa a norte das Ilhas Nuguria, Papua-Nova Guiné · Passa a sul da Ilha Kanton, Kiribati · Passa a sul da Ilha Enderbury, Kiribati |
| Equador                        | Ilha Puná |
| Canal Jambelí                  | |
| Equador                        | |
| Peru                           | |
| Colômbia                       | |
| Brasil                         | |
| Oceano Atlântico               | |